# سسک دم‌پهن
سسک دم‌پهن (Cettia cetti) (تلفظ: /ˈtʃɛti/) گونه‌ای است از خانواده سسکان بیشه. طول این پرنده از نوک تا دم ۱۳ تا ۱۴ سانتی‌متر است. وزن نرها ۱۵ گرم و وزن ماده‌ها ۱۲ گرم است. سسک چتی تمایل به زندگی در مناطق مرطوب و شرجی نظیر آبگیرها، دریاچه‌ها، هورها و رودها دارد.

نمایی از پرنده روی شاخه (تصویر بالا) 
و نمونه تخم‌هایش (تصویر پایین)